# Stufetta del cardinal Bibbiena

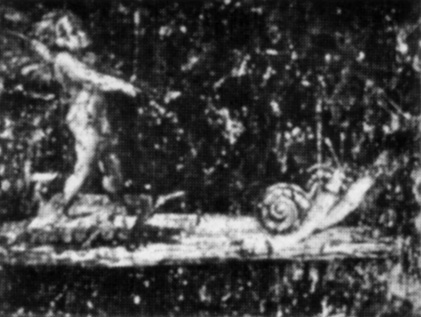
Putto trainato da chiocciole

La Stufetta del cardinal Bibbiena è un piccolo ambiente al terzo piano del Palazzo Apostolico, nella Città del Vaticano, confinante con la Loggetta del cardinal Bibbiena. È celebre per un ciclo di affreschi della scuola di Raffaello riproducenti decorazioni in stile antiquario.

## Storia
La "stufetta", cioè stanzino da bagno privato, faceva parte dell'appartamento del cardinal Bibbiena. Due lettere indirizzate dal Bibbiena a Pietro Bembo chiariscono gli estremi cronologici dell'impresa all'anno 1516: nella prima (19 aprile) si chiede un consiglio per nuovi motivi mitologici da rappresentare; nella seconda (20 giugno) si annuncia il compimento dei lavori.
Nel XIX secolo, a causa di un'errata interpretazione, veniva anche chiamata "ritiro di Giulio II". Nel Settecento Vincenzo Camuccini la trasformò in cappellina ricoprendo le pareti con tavole e la volta con una tela; una volta liberata tornò ad essere studiata. Nel 1890 Dollmayr riconobbe i motivi mitologici in Ovidio e Servio Mario Onorato.
Per quanto riguarda l'attribuzione, le opere sono quasi concordemente riferite agli aiuti del Sanzio su disegno del maestro, soprattutto Giulio Romano, Giovan Francesco Penni e altri.

## Descrizione
Si tratta di un ambiente a pianta quadrata (2,52 m per lato) coperta da volta a crociera, decorata a fresco e a stucco su modello della Domus Aurea. Sulla parete orientale si apre la porta e su quella opposta una finestra; le altre due hanno al centro una nicchia sopra una lastra di marmo e un riquadro con mascherone.
La volta e le lunette sono decorate da esili grottesche su sfondo bianco e rosso, mentre ai lati della porta, della finestra e delle nicchie si trovano otto riquadri (circa 66x30 cm ciascuno) con "storiette" mitologiche: a settentrione Venere e Adone e uno scomparto illeggibile; a oriente la Nascita di Erittonio e la Nascita di Venere; a sud Venere e Amore condotti dai delfini e Venere ferita da Amore; a ovest Pan e Siringa e uno scomparto distrutto, probabilmente già decorato con Venere che si cava una spina, come si evince da un'incisione del Dente.
Sotto ciascuno di queste scene si trovano riquadri minori a fondo nero, con puttini alati su piccoli carrelli trainati da tartarughe, chiocciole, draghi e farfalle.
La capacità straordinaria di ricreare l'antica decorazione si inquadra negli interessi archeologici del Sanzio e della corte pontificia di quegli anni: non a caso l'artista si era imbarcato nell'impresa di ricreare una pianta della Roma imperiale.

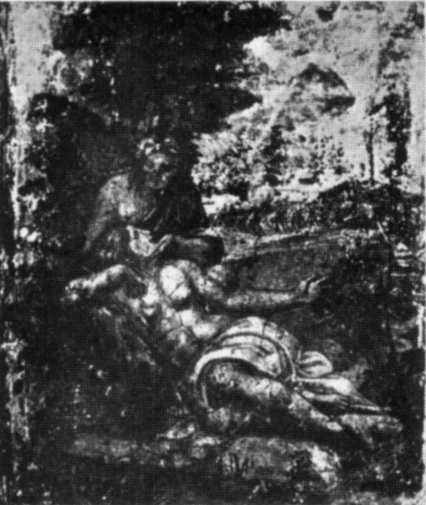
Venere e Adone
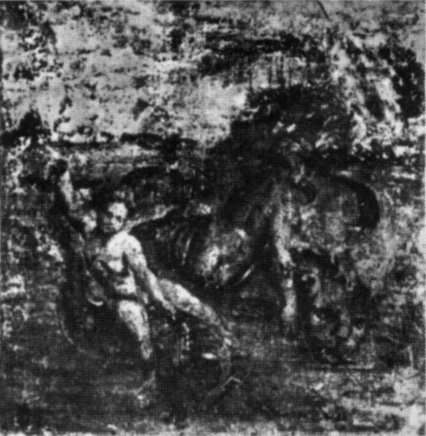
Venere e Amore condotti dai delfini
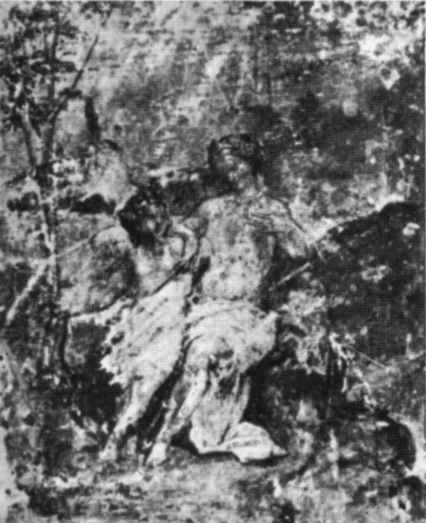
Venere ferita da Amore